# Gualdo Tadino
Gualdo Tadino ist eine Stadt im mittelitalienischen Umbrien mit 14.255 Einwohnern (Stand 31. Dezember 2023).

## Geografie
Gualdo Tadino liegt im Nordosten Umbriens in der Provinz Perugia an den Hängen des Monte Penna im Mittleren Apennin. Der Ort liegt 47 km nordöstlich von Perugia und 30 km südöstlich von Gubbio.
Zu den Ortsteilen gehören Boschetto, Busche, Voltole, Caprara, Casale, Cerqueto, Corcia, Casone, Crocicchio, Gaifana, Grello, Morano Osteria, Morano Madonnuccia, Nasciano, Palazzo Ceccoli, Palazzo Mancinelli, Petroia, Piagge, Pieve di Compresseto, Poggio Sant’Ercolano, Rasina, Rigali, Roveto, San Lorenzo, San Pellegrino, Sant’Antonio di Rasina und Vaccara.
Die Nachbargemeinden sind Fabriano (AN), Fossato di Vico, Gubbio, Nocera Umbra und Valfabbrica.

## Geschichte
Gualdo wird zuerst als umbrisches Dorf namens Tarsina erwähnt, das 266 v. Chr. von den Römern erobert wurde, die die nun als Tadinum bekannte Stadt zu einer Station der Via Flaminia ausbauten. 216 v. Chr. wurde sie von Hannibals Truppen zerstört, 47 v. Chr. von Julius Caesar und im Jahr 410 durch die Westgoten unter Alarich I. Weitere Zerstörungen folgten 966 durch die Truppen Kaiser Ottos I. und zuletzt 1237 durch eine Feuersbrunst. Ab 1239 wurde die Stadt auf Befehl Kaiser Friedrichs II. in ihrer heutigen Form wieder aufgebaut.
Die Schlacht von Busta Gallorum (auch Schlacht von Taginae) im Jahr 552 zwischen dem oströmischen Heer unter Narses und den von Totila geführten Ostgoten soll bei Gualdo Tadino stattgefunden haben. Narses' Sieg leitete den Untergang des ostgotischen Reiches ein und führte Italien zurück ins (ost)römische Reich.
Vom 5. Jahrhundert bis 1915 war in Gualdo die Kirche San Benedetto Bischofssitz (Bistum Gualdo Tadino).

## Kultur und Sehenswürdigkeiten

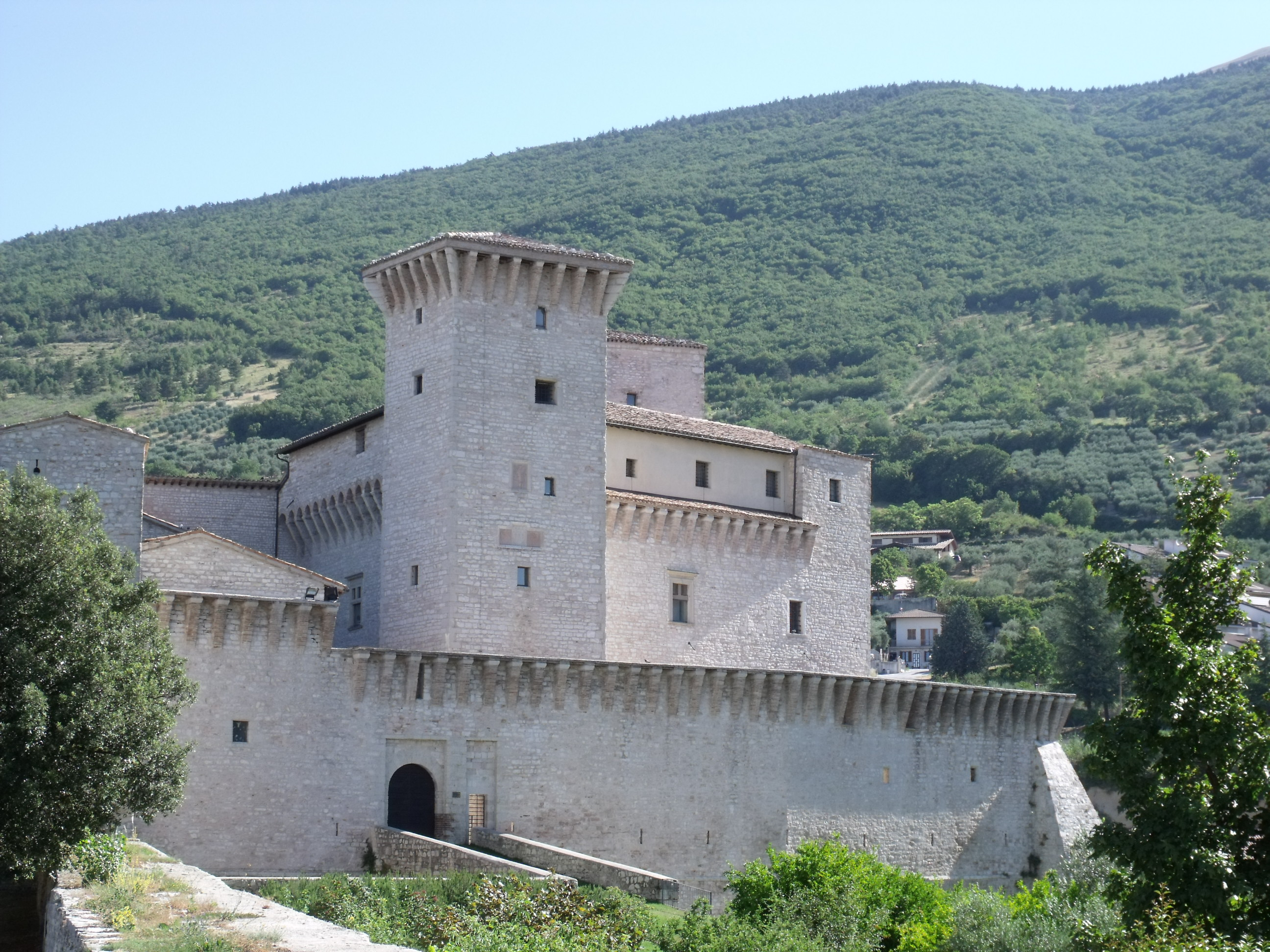
Rocca Flea

Im oberen Bereich der Stadt liegt die Festung Rocca Flea (italienisch für „Fliehburg“), deren genaues Alter umstritten ist. Sicher ist, dass sie 1237 bei der letzten Zerstörung Gualdos bereits existierte und 1242 unter Friedrich II. umgebaut wurde. Im späten 19. Jahrhundert wurde sie in ein Gefängnis umgewandelt. Heute beherbergt sie das Kunstmuseum der Stadt.

## Verkehr
Gualdo Tadino liegt an der Strada Statale 3 Via Flaminia, die weitgehend der traditionellen Via Flaminia von Rom nach Fano folgt.
Bei Gualdo Tadino gibt es einen kleinen Flugplatz (Aviosuperficie Ali Umbre) für die Allgemeine Luftfahrt. Gualdo Tadino hat einen eigenen Zug-Bahnhof.

## Partnerstädte
- Audun-le-Tiche, Frankreich
- West Pittston, USA
- Krosno, Polen

## Söhne und Töchter der Stadt
- Andreas dei Benzi (1360–1437), Theologe und Bischof
- Castore Durante (1529–1590), Arzt und Botaniker
- Vittore Ugo Righi (1910–1980), Erzbischof und Diplomat
- Adolfo Leoni (1917–1970), Radrennfahrer